# Ydre mission
Ydre mission dækker over den del af det kristne missionsarbejde, der retter sig mod ikke-kristne i udlandet.
Tidligere blev ydre mission kaldet hedningemission. Tanken om at kristne skal missionere overfor ikke-troende er rodfæstet i missionsbefalingen. 
Den ydre mission har særligt været i fokus i Pinsebevægelsen, men forekommer også i folkekirken. Her består ydre mission af udviklingsarbejde, samarbejde med kirker i tredjeverdenslande om undervisning og socialt arbejde samt dialog med andre religioner. Organisationer som Danmission, Mission Afrika (tidligere Sudanmissionen) og Israelmissionen arbejder alle med ydre mission. De er sluttet sammen i paraplyorganisationen Dansk Missionsråd, der i 2007 indsamlede omkring 193 millioner kroner i Danmark.
Modsat ydre mission finder indre mission sted indenlands. Her er målet at genkristne det moderne, verdslige samfund. 